# Desetoboj
Desetoboj (grč. decathlon, deca - deset i athlon - natjecanje), atletski je višeboj za muškarce uveden 1884. godine u SAD-u. Na Olimpijskim igrama desetoboj je prvi put na rasporedu na Igrama u Stockholmu 1912.
Natjecanje traje dva dana.
Prvog dana atletičari počinju utrkom na 100 m, zatim slijedi skok u dalj, bacanje kugle, skok u vis i, za kraj prvog dana, utrka na 400 m.
Drugog dana natjecanje započinje utrkom na 110 m s preponama, zatim slijedi bacanje diska, skok s motkom, bacanje koplja, i na kraju, kao posljednja disciplina natjecanja, utrka na 1500 m.
Prema posebnim tablicama Međunarodne atletske federacije (IAAF), rezultati se pretvaraju u bodove i zbrajaju. Pobjednik je, jasno, atletičar s najvećim brojem bodova.
Službeni se svjetski rekordi vode od 1922. godine. 
Svjetski rekord: 9126 bodova Kevin Mayer, FRA / Décastar Meet 15. rujna 2015.

### Bodovni sustav
IAAf je od 2001. godine u desetoboju usvojio bodovanje po sljedećim formulama:
- Bodovi = INT(A*(B-P)C) za trkačke discipline
- Bodovi = INT(A*(P-B)C) za skakačke i bacačke discipline

A, B i C su pokazatelji koji ovise o disciplini kako je prikazano u tablici, dok P predstavlja rezultat sudionika discipline natjecatelja izražene u sekundama za trkačke discipline, u metrima i centimetrima za bacačke i skakačke discipline.
| Disciplina     | A       | B    | C    |
| -------------- | ------- | ---- | ---- |
| 100 m          | 25,4347 | 18   | 1,81 |
| skok u dalj    | 0,14354 | 220  | 1,4  |
| bacanje kugle  | 51,39   | 1,5  | 1,05 |
| skok u vis     | 0,8465  | 75   | 1,42 |
| 400 m          | 1,53775 | 82   | 1.81 |
| 110 m prepone  | 5,74352 | 28,5 | 1,92 |
| bacanje diska  | 12,91   | 4    | 1,1  |
| skok s motkom  | 0,2797  | 100  | 1,35 |
| bacanje koplja | 10,14   | 7    | 1,08 |
| 1500 m         | 0,03768 | 480  | 1,85 |

### Raspodjela bodova po vrijednosti rezultata
Ravnomjerno raspodjeljeno po vrijednosti rezultata moguće je ostvariti 1000, 900, 800 i 700 bodova po svakoj disciplini.
| Disciplina     | 1000 bodova | 900 bodova | 800 bodova | 700 bodova | Mjera |
| -------------- | ----------- | ---------- | ---------- | ---------- | ----- |
| 100m           | 10,395      | 10,827     | 11,278     | 11,756     | s     |
| skok u dalj    | 7,76        | 7,36       | 6,94.1     | 6,51       | m     |
| bacanje kugle  | 18,4        | 16,79      | 15,16      | 13,53      | m     |
| skok u vis     | 2,20        | 2,10       | 1,99       | 1,88       | m     |
| 400m           | 46,17       | 48,19      | 50,32      | 52,58      | s     |
| 110m prepone   | 13,8        | 14,59      | 15,419     | 16,29      | s     |
| bacanje diska  | 56,17       | 51,4       | 46,59      | 41,72      | m     |
| skok s motkom  | 5,28        | 4,96       | 4,63       | 4,29       | m     |
| bacanje koplja | 77,19       | 70,67      | 64,09      | 57,45      | m     |
| 1500m          | 233,79      | 247,42     | 261,77     | 276,96     | s     |

Uzimajući u obzir trenutne svjetske rekorde teorijski bi bilo moguće ostvariti najviše 12 545 bodova u desetoboju.
| Disciplina     | Rekorder           | Rekord  | Bodovi |
| -------------- | ------------------ | ------- | ------ |
| 100m           | Usain Bolt         | 9,58 s  | 1203   |
| skok u dalj    | Mike Powell        | 895 cm  | 1312   |
| bacanje kugle  | Randy Barnes       | 23,12 m | 1295   |
| skok u vis     | Javier Sotomayor   | 245 cm  | 1244   |
| 400m           | Michael Johnson    | 43,18 s | 1156   |
| 110m prepone   | Dayron Robles      | 12,87 s | 1126   |
| bacanje diska  | Jürgen Schult      | 74,08 m | 1383   |
| skok s motkom  | Sergey Bubka       | 614 cm  | 1277   |
| bacanje koplja | Jan Železný        | 98,48 m | 1331   |
| 1500m          | Hicham El Guerrouj | 206 s   | 1218   |
| Ukupno         | Ukupno             | Ukupno  | 12545  |

Uzimajući u obzir najbolje rezultate u desetoboju svih vremena po pojedinim disciplinama teorijski maksimum bodova koji bi se mogao osvojiti u desetobju je 10 485 bodova.
| Disciplina     | Rekorder                            | Rekord  | Bodovi |
| -------------- | ----------------------------------- | ------- | ------ |
| 100m           | Chris Huffins                       | 10,22 s | 1042   |
| skok u dalj    | Erki Nool                           | 822 cm  | 1117   |
| bacanje kugle  | Edy Hubacher                        | 19,17 m | 1048   |
| skok u vis     | Rolf Beilschmidt i Christian Schenk | 227 cm  | 1061   |
| 400m           | Bill Toomey                         | 45,68 s | 1025   |
| 110m prepone   | Frank Busemann                      | 13,47 s | 1044   |
| bacanje diska  | Bryan Clay                          | 55,87 m | 993    |
| skok s motkom  | Tim Lobinger                        | 576 cm  | 1152   |
| bacanje koplja | Peter Blank                         | 79,80 m | 1040   |
| 1500m          | Robert Baker                        | 238,7 s | 963    |
| Ukupno         | Ukupno                              | Ukupno  | 10485  |